# Ringosjöarna, Lappland
Ringosjöarna är en sjö i Arjeplogs kommun i Lappland och ingår i Piteälvens huvudavrinningsområde. Sjön har en area på 0,124 kvadratkilometer och ligger 502,8 meter över havet. Sjön avvattnas av vattendraget Pingobäcken.

## Delavrinningsområde
Ringosjöarna ingår i det delavrinningsområde (735427-160557) som SMHI kallar för Mynnar i Stor-Mattaure. Medelhöjden är 549 meter över havet och ytan är 36,49 kvadratkilometer. Det finns inga avrinningsområden uppströms utan avrinningsområdet är högsta punkten. Pingobäcken som avvattnar avrinningsområdet har biflödesordning 3, vilket innebär att vattnet flödar genom totalt 3 vattendrag innan det når havet efter 223 kilometer. Avrinningsområdet består mestadels av skog (89 procent). Avrinningsområdet har 0,98 kvadratkilometer vattenytor vilket ger det en sjöprocent på 2,7 procent.